# Thümen

Wappenbild von 1663. Malerei in der Dorfkirche Siethen, heute Ortsteil von Ludwigsfelde

Thümen ist der Name eines alten märkischen Adelsgeschlechts.

## Geschichte

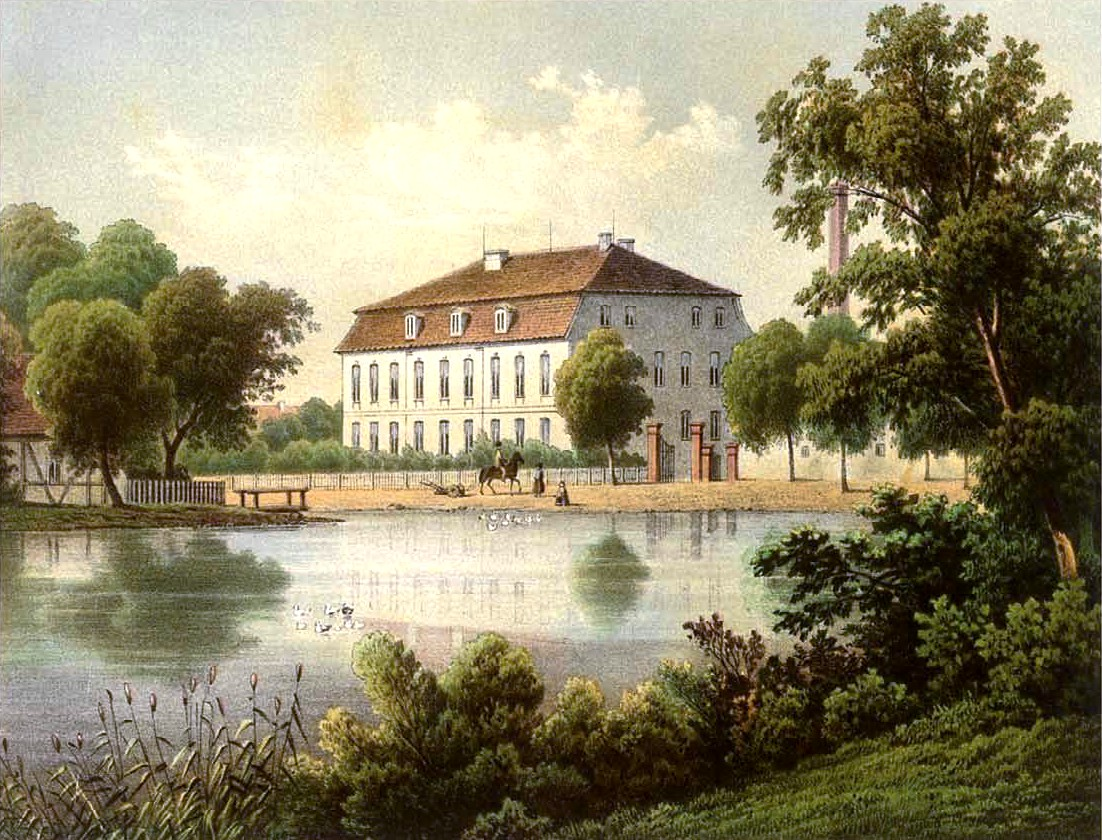
Schloss Gräfendorf. Sammlung Alexander Duncker. Nach 1945 abgängig.

Das Geschlecht erscheint erstmals am 12. April 1281 sowie nochmals am 27. April 1281 urkundlich mit Johannes von Thümen in einem Tauschbrief des Herzogs Albrecht II. von Sachsen-Wittenberg und Burggrafen von Magdeburg. Die Stammreihe beginnt mit dem kurfürstlich brandenburgischen Rat Hans von Thümen († 1456), Gutsherr auf Blankensee im heutigen Landkreis Teltow-Fläming. 1877 gründete sich in Potsdam ein Familien-Verband.

### Besitzungen
Die Familie von Thümen gliedert sich in zwei Hauptlinien. Zur genealogischen Linie I gehören die Äste Stücken und Göbel. Der aus dem Haus Stücken stammende Generalleutnant August von Thümen (1757–1826) kaufte 1820 mit seinem Ausscheiden aus dem Militärdienst das Gut Caputh mit Schloss Caputh im heutigen Landkreis Potsdam-Mittelmark, das bis 1908 im Besitz der Familie blieb. Die während der DDR-Zeit verwahrloste und teilweise zerstörte Familiengrabstätte im dortigen Kirchpark wurde von zwei Urenkelinnen des Generals im Jahr 2002 wieder instand gesetzt und unter Würdigung der Presse feierlich eingeweiht.
Außerdem war das Gut Neu-Langerwisch, ebenfalls im heutigen Landkreis Potsdam-Mittelmark gelegen, wie Stücken selbst bis weit in das 19. Jahrhundert hinein im Besitz der Familie. Zum Güterkomplex Göbel bei Möckern, welches bis zur Bodenreform im Eigentum verblieb, wiederum gehörte weiteres Zubehör, von dem Waldrogäsen bis 1945, und Klein Briesen bei Belzig ebenso lange gehalten werden konnten. Der letzte Gutsbesitzer dort, Achaz-Albrecht von Thümen (1911–1998), wurde später Kanzler der Johann Wolfgang Goethe-Universität Frankfurt am Main.
Die zweite Familienlinie Blankensee hatte ihren Hauptsitz in vielen Jahrhunderten bis zum Verkauf 1902 in Stangenhagen im Landkreis Teltow-Fläming, einem Ort im Dreieck zwischen den Flüssen Nuthe und Nieplitz mit dem Dorf Gröben an der nördlichen Dreiecksspitze und einer Linie Stangenhagen – Trebbin als südlicher Begrenzung, im später von Theodor Fontane genannten Thümenschen Winkel. In beiden Kirchorten Stangenhagen und Blankensee übte das Adelsgeschlecht das Patronat aus. Dies gilt ebenso für den alten Besitz in Gräfendorf im Niederen Fläming, veräußert etwa Mitte des 19. Jahrhunderts.
1923 kam via Adoption des Hans von Thümen-Göbel, nachfolgend Hans Graf von Lüttichau von Thümen, durch Julius Graf von Lüttichau der Besitz Schloss Jürtsch in Schlesien kurz hinzu.

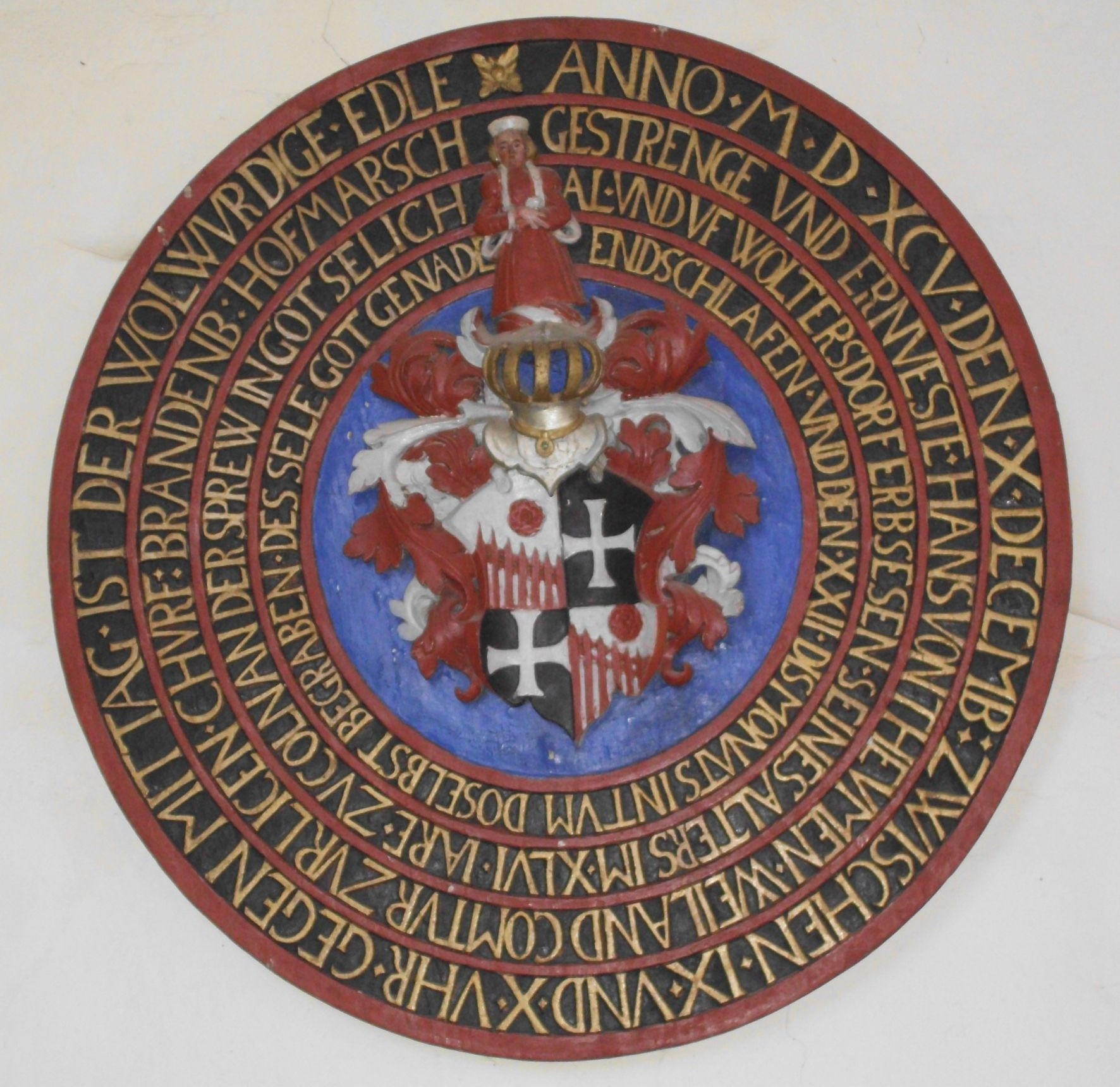
Schild Hans von Thümen. Hofmarschall. Kirche Komturei Lietzen
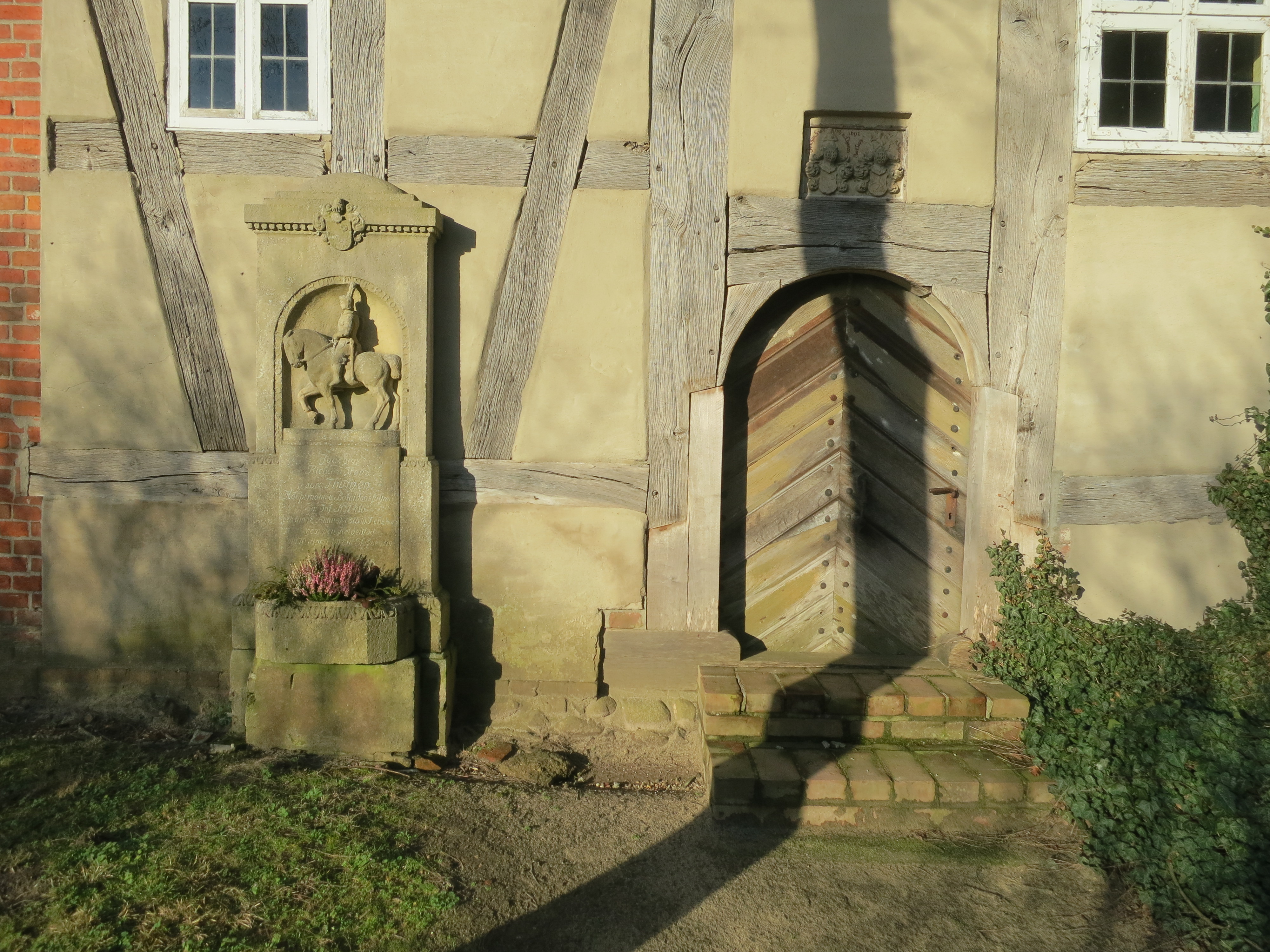
Südportal mit Wappen und Standbild der Familie. Dorfkirche Klein Briesen
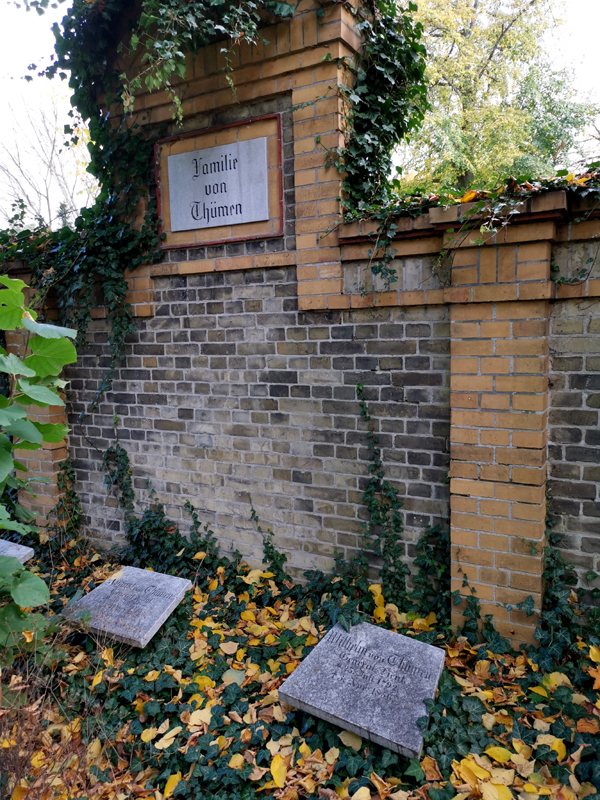
Grabstelle der Familie von Thümen auf dem Friedhof der Dorfkirche Caputh
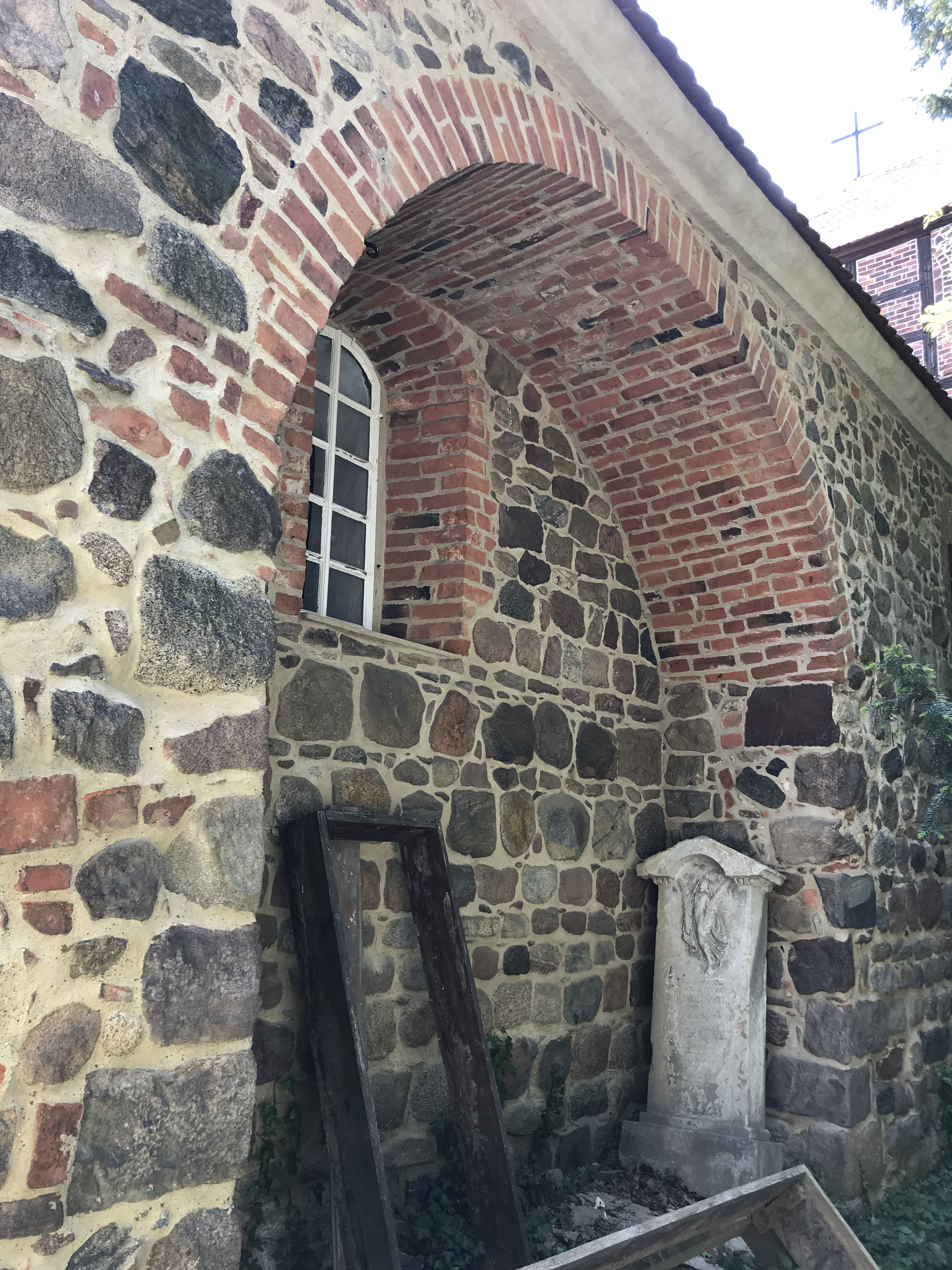
Grabstein des Carl Heinrich von Thümen Dorfkirche Gräfendorf

## Wappen
In Silber ein schrägrechts abfallender roter Palisadenzaun, überhöht von einer roten Rose. Auf dem Helm mit rot-silbernen Decken eine wachsende rot gekleidete Jungfrau mit offenem Haar und grüner Kopfbinde.

## Bekannte Familienmitglieder
- Achaz-Albrecht von Thümen (1911–1998), Kanzler der Johann-Wolfgang-Goethe-Universität Frankfurt am Main[6][7]
- August von Thümen (1757–1826), preußischer Generalleutnant und Flügeladjutant des Königs Friedrich Wilhelm III.
- Christoph Friedrich von Thümen (1683–1744), preußischer Generalmajor
- Eustachius von Thümen (der Erzogene),[8] Mitglied der Fruchtbringenden Gesellschaft
- Felix von Thümen (1839–1892), Mykologe
- Hans von Thümen (1548–1595), brandenburgischer Hofmarschall[9][10]
- Hans Gustav Ferdinand von Thümen-Stücken (1768–1815), Oberst u. Brig. - Kmdr.[11]
- Hans von Thümen (1839–1926),[12] Generalleutnant, Gutsherr auf Klein-Briesen[13][14]
- Johann von Thümen, 1582 Komtur des Johanniterordens in Lietzen[15]
- Richard von Thümen (1836–1898), preußischer Generalmajor [16]
- Veit von Thümen († 1543), Herrenmeister des Johanniterordens von 1527[17] bis 1544
- Wilhelm von Thümen (1792–1856), preußischer Generalleutnant, Stadtkommandant von Berlin und Bundeskommissar